# Spanyolok
A spanyolok (spanyolul: españoles) tömegében Spanyolországban élő újlatin nyelvű nép, illetve az e népből származó személyek.
A fő spanyol népcsoportok a kasztíliaiak (Spanyolország lakosságának 72%-a), az asztúriaiak, az aragóniaiak és az andalúzok. Ezek a népcsoportok valamennyien újlatin nyelvűek (spanyol nyelven vagy különböző regionális nyelveken beszélnek). Spanyolország két nem újlatin nyelvű ősöktől származó népcsoportja a baszkok és a spanyolországi romák. A teljesen eltérő nyelvvel és erős nemzeti öntudattal rendelkező baszkok – a többi felsorolt népcsoporttal szemben – nem sorolják magukat a spanyolok közé, a spanyolországi romák viszont általában spanyolnak is tartják magukat.
A latin-amerikai országok spanyol származású lakosságát nem spanyoloknak, hanem spanyol-amerikaiaknak (hispanoamericanos) nevezik, akik különböző latin-amerikai nemzetekhez tartoznak (argentinok, chileiek, mexikóiak stb.) A spanyolul beszélőkre (azaz a spanyolokra és a spanyol-amerikaiakra együttesen) spanyolul az hispanos kifejezést használják (lásd később).

## Etnikai besorolás
Az Ibériai-félsziget lakossága antropológiai szempontból homogénnek tekinthető. Túlnyomórészt latin eredetű, mediterrán típusúak: olajbarna bőr, fekete haj és barna szem, bár a világosabb szín is előfordul, főként az északnyugati, az ókorban kelták által lakott területeken. A rómaiak érkezése előtt (i. e. 2. század) a félszigetet keltibérek lakták, akik az i. e. 7–6. században a Pireneusokon keresztül bevándorolt kelták és az eredetileg ott élő (bizonyos feltételezések szerint Észak-Afrikából származó) ibér őslakosság keveredéséből alakultak ki; ősi indoeurópai (ókelta) nyelvet beszéltek. A római hódítók megérkezésekor a velük kötött vegyes házasságok eredményezték a spanyolok közös latin eredetét. Az egyetlen kivételt ez alól a Pireneusok nyugati részén élő baszkok jelentették, akik elkerülték az asszimilációs folyamatokat, megőrizve az egyedülálló preindoeurópai kultúrájukat és a baszk nyelvet, amely a tudomány mai állása szerint egyetlen más nyelvnek sem rokona. A déli területeken (Andalúzia) sok a roma nemzetiségű, illetve az középkori arab hódítás miatt az arabos vonásokkal rendelkező ember.

## Kultúra, nyelv és vallás
Az Ibériai-félszigeten a történelem során megfordult népek mind hagytak kulturális nyomokat. A kelták kulturális öröksége Galicia területén a legerősebb, nagyon közel áll Írország kultúrájához; különösen jellemző a népzenében használt kelta duda, a gaita. A 8. században az Észak-Afrikából érkező arabokat, pontosabban mórokat (arab és berber nomád népcsoportok) északról a kasztíliai spanyolok hamar visszaverték (Reconquista), ám a déli területeket hosszú ideig uralmuk alatt tartották, így az arab kultúra és építészet elsősorban Andalúziában hagyott értékes nyomokat maga után.
A spanyol nyelv az újlatin nyelvek közé tartozik. Az ókori rómaiak által az Ibériai-félszigetre vitt latin nyelvből származik. A mai spanyol nyelvet kasztíliai spanyolnak is nevezik, mivel az alapja a történelmi Kasztília tartományban beszélt vulgáris latin dialektus. A spanyol nyelvet anyanyelvként vagy második nyelvként gyakorlatilag mindenki beszéli Spanyolországban, ezen kívül a világ számos országában hivatalos nyelv, különösen az amerikai földrészen (Hispano-Amerika).
A kasztíliai spanyol mellett Spanyolországban két másik – középkori hagyományokra visszatekintő – spanyol dialektust, illetve két újlatin nyelvet használnak: az aragóniait, asztúr–leónit (asztúriait), illetve a galiciai és a katalán nyelveket. Ezek közül az asztur–leóni dialektusok a kasztíliai spanyollal, a galiciai nyelv a portugállal áll nagyon közeli rokonságban (az utóbbi tulajdonképpen az óportugálból északon kialakult nyelvváltozat), a katalán nyelv pedig az okcitán nyelvhez áll a legközelebb; ezek valamennyien a nyugati újlatin nyelvekhez tartoznak. A katalánt mintegy 7 millióan, a galiciait 3–4 millióan beszélik, az asztúr-leóninak ugyanakkor csak kb. 150 000, az aragóniai dialektusoknak pedig mindössze tízezres nagyságrendű beszélője van.
A spanyolok vallásuk szerint 90–95%-ban katolikusok, a maradék főleg protestáns és egyéb vallású.

## A nép- és országnév eredete
A spanyol népnév végső eredete a latin HISPANIOLUS, azaz ’hispaniai, spanyol’, amely espaignol alakban került be a provanszálba, onnan español írásmóddal a spanyolba, majd a többi (újlatin) nyelvbe. Nyelvünkben az északolasz nyelvjárási – s-sel ejtett – spagnol alak honosodott meg. Azonban, míg a magyarban a „spanyol” melléknév egyaránt jelentheti azt, hogy „spanyolországi” vagy „Spanyolországgal kapcsolatos”, valamint „spanyol nyelvű”, addig a spanyolban e két fogalomra más-más szót használnak: az español melléknévként kizárólag „spanyolországi spanyolt” jelent; a „spanyol nyelvű” jelentésben az hispano vagy latino szavakat alkalmazzák, míg az hispánico jelentése „a spanyol nyelvvel kapcsolatos”. Az ország önelnevezése – España – ugyanígy a latin HISPANIA névre vezethető vissza, ahogyan a rómaiak az egész Ibériai-félszigetet nevezték; a középkori spanyolban még Hespaña alakban is előfordult.